# Улица маршала Тита у Сарајеву
Улица маршала Тита, или Титова улица, једна је од главних сарајевских улица, која се налази на подручју општине Центар. Улица је добила име по Јосипу Брозу Титу, бившем председнику Југославије.
Кроз ову улицу пролази главна траса сарајевског трамваја.

## Историја имена
Након аустроугарске окупације Босне и Херцеговине, од Кошевског потока до Башчаршије названа је Ћемалуша, али је након његовог убиства преименована по Францу Фердинанду.
У јануару 1919. постављена је нова улица између Маријин двора и Башчаршије. Прво је добио име по Александру Карађорђевићу, а 1921. по Александру I Карађорђевићу.
Данашњи назив носи од 6. априла 1945. Улица је 1993. преполовљена: од Маријиних двора до Вјечне ватре остала је Улица маршала Тита, а део који се наставља на Башчаршију постао је улица Мула Мустафе Башескије.

## Значајне зграде
У овој улици се налази неколико значајних институција и грађевина, а неке од њих су:
- Али-пашина џамија
- Централна банка Босне и Херцеговине
- Вјечна ватра

## Догађаји
Улица је популарна локација за организовање концерата на отвореном и других разних прослава.